# Regioni della Costa d'Avorio
Le regioni della Costa d'Avorio sono la suddivisione territoriale di secondo livello del Paese, dopo i distretti, e sono pari a 31.
Esse hanno rappresentato la suddivisione territoriale di primo livello fino al 2011, quando, a seguito della costituzione dei distretti, ne sono divenute una loro ripartizione, passando altresì da 19 a 30 e, nel 2012, a 31. Non sono tuttavia suddivisi i distretti di Abidjan e Yamoussoukro, qualificati come distretti autonomi.
Ciascuna regione si suddivide a sua volta in dipartimenti, pari complessivamente a 81.

## Lista
| Regione          | Capoluogo      | Distretto          | Popolazione (2014) | Superficie (km²) |
| ---------------- | -------------- | ------------------ | ------------------ | ---------------- |
| Agnéby-Tiassa    | Agboville      | Lagunes            | 606 852            | 9 080            |
| Alto Sassandra   | Daloa          | Sassandra-Marahoué | 1 430 960          | 17 761           |
| Bafing           | Touba          | Woroba             | 183 047            | 8 650            |
| Bagoué           | Boundiali      | Savanes            | 375 687            | 10 668           |
| Bélier           | Yamoussoukro   | Lacs               | 346 768            | 6 809            |
| Béré             | Mankono        | Woroba             | 389 758            | 13 293           |
| Bounkani         | Bouna          | Zanzan             | 267 167            | 22 091           |
| Cavally          | Guiglo         | Montagnes          | 459 964            | 11 376           |
| Comoé Sud        | Aboisso        | Comoé              | 642 620            | 7 189            |
| Folon            | Minignan       | Denguélé           | 96 415             | 7 239            |
| Gbêkê            | Bouaké         | Vallée du Bandama  | 1 010 849          | 9 136            |
| Gbôklé           | Sassandra      | Bas-Sassandra      | 400 798            | 7 225            |
| Gôh              | Gagnoa         | Gôh-Djiboua        | 876 117            | 7 327            |
| Gontougo         | Bondoukou      | Zanzan             | 667 185            | 16 770           |
| Grands-Ponts     | Dabou          | Lagunes            | 356 495            | 5 500            |
| Guémon           | Duékoué        | Montagnes          | 919 392            | 6 695            |
| Hambol           | Katiola        | Vallée du Bandama  | 429 977            | 19 122           |
| Iffou            | Daoukro        | Lacs               | 311 642            |                  |
| Indénié-Djuablin | Abengourou     | Comoé              | 560 432            | 6 919            |
| Kabadougou       | Odienné        | Denguélé           | 193 364            | 13 758           |
| La Mé            | Adzopé         | Lagunes            | 514 700            | 8 237            |
| Lôh-Djiboua      | Divo           | Gôh-Djiboua        | 729 169            | 10 650           |
| Marahoué         | Bouaflé        | Sassandra-Marahoué | 862 344            | 9 092            |
| Moronou          | Bongouanou     | Lacs               | 352 616            | 6 670            |
| Nawa             | Soubré         | Bas-Sassandra      | 1 053 084          | 9 193            |
| N'Zi             | Dimbokro       | Lacs               | 247 578            |                  |
| Poro             | Korhogo        | Savanes            | 763 852            | 13 400           |
| San-Pédro        | San-Pédro      | Bas-Sassandra      | 826 666            | 12 790           |
| Tchologo         | Ferkessédougou | Savanes            | 467 958            | 17 728           |
| Tonkpi           | Man            | Montagnes          | 992 564            | 12 284           |
| Worodougou       | Séguéla        | Woroba             | 272 334            |                  |

## Prima del 2011
| Localizzazione | Regione           | Capoluogo    | Popolazione (2002) | Superficie (km²) |
| -------------- | ----------------- | ------------ | ------------------ | ---------------- |
|                | Agnéby            | Agboville    | 720 000            | 9 080            |
|                | Alto Sassandra    | Daloa        | 1 186 600          | 15 200           |
|                | Bafing            | Touba        | 178 400            | 8 720            |
|                | Bandama Sud       | Divo         | 826 300            | 10 650           |
|                | Basso Sassandra   | San-Pédro    | 25 800             |                  |
|                | Sud-Comoé         | Aboisso      | 536 500            | 6 250            |
|                | Denguélé          | Odienné      | 277 000            | 20 600           |
|                | Fromager          | Gagnoa       | 679 900            | 6 900            |
|                | Laghi             | Yamoussoukro | 597 500            | 8 940            |
|                | Lagune            | Abidjan      | 4 210 200          | 14 200           |
|                | Marahoué          | Bouaflé      | 651 700            | 8 500            |
|                | Medio Cavally     | Guiglo       | 443 200            | 14 150           |
|                | Medio Comoé       | Abengourou   | 488 200            | 6 900            |
|                | Montagne          | Man          | 1 125 800          | 16 000           |
|                | N'zi-Comoé        | Dimbokro     | 909 800            | 19 560           |
|                | Savane            | Korhogo      | 1 215 100          | 40 323           |
|                | Valle del Bandama | Bouaké       | 1 335 500          | 28 530           |
|                | Worodougou        | Séguéla      | 400 200            | 21 900           |
|                | Zanzan            | Bondoukou    | 839 000            | 38 000           |

## Variazioni
A seguito della riforma del 2011, sono rimaste le regioni di:
- Alto Sassandra;
- Bafing;
- Comoé Sud;
- Marahoué;
- Worodougou.

Altre regioni sono state trasformate in distretti omonimi:
- Basso Sassandra;
- Denguélé;
- Laghi;
- Lagune;
- Montagne;
- Savane;
- Valle del Bandama;
- Zanzan.

Altre regioni sono state soppresse:
- Agnéby (Agnéby-Tiassa);
- Bandama Sud;
- Fromager;
- Medio Cavally (Cavally);
- Medio Comoé;
- N'zi-Comoé (N'zi).